# Mercedes-AMG F1 W16 E Performance
La Mercedes-AMG F1 W16 E Performance è una monoposto di Formula 1 prodotta dalla Mercedes, realizzata per partecipare nel campionato mondiale di Formula 1 2025. La vettura è stata presentata il 24 febbraio 2025.

## Livrea
La livrea della W16 si basa su quella della sua antenata, la W15, sebbene con alcune differenze cromatiche che riguardano l'argento, in maggior presenza sulle pance e aggiunto anche ai lati del muso e sull'airscope, e il rosso, dovuto allo sponsor e azionista INEOS, che scompare completamente dalla vettura. Sono state, inoltre, ridotte di dimensioni ma aumentate di numero le stelle a tre punte del logo Mercedes sul cofano motore.

## Scheda tecnica
| Caratteristiche tecniche - Mercedes-AMG F1 W16 E Performance                  | Caratteristiche tecniche - Mercedes-AMG F1 W16 E Performance                  | Caratteristiche tecniche - Mercedes-AMG F1 W16 E Performance                  | Caratteristiche tecniche - Mercedes-AMG F1 W16 E Performance                                              | Caratteristiche tecniche - Mercedes-AMG F1 W16 E Performance                                              | Caratteristiche tecniche - Mercedes-AMG F1 W16 E Performance                                              |
| ----------------------------------------------------------------------------- | ----------------------------------------------------------------------------- | ----------------------------------------------------------------------------- | --- | --- | --- |
|                                                                               |                                                                               |                                                                               | | | |
| Configurazione                                                                |                                                                               |                                                                               | | | |
| Carrozzeria: monoposto                                                        | Carrozzeria: monoposto                                                        | Posizione motore: posteriore                                                  | Posizione motore: posteriore                                                                              | Trazione: posteriore                                                                                      | Trazione: posteriore                                                                                      |
| Dimensioni e pesi                                                             |                                                                               |                                                                               | | | |
| Ingombri (lungh.×largh.×alt. in mm): ? × 2000 mm × 950 mm                     | Ingombri (lungh.×largh.×alt. in mm): ? × 2000 mm × 950 mm                     | Ingombri (lungh.×largh.×alt. in mm): ? × 2000 mm × 950 mm                     | Ingombri (lungh.×largh.×alt. in mm): ? × 2000 mm × 950 mm                                                 | Diametro minimo sterzata:                                                                                 | Diametro minimo sterzata:                                                                                 |
| Posti totali: 1                                                               | Posti totali: 1                                                               | Bagagliaio:                                                                   | Bagagliaio:                                                                                               | Serbatoio: 110 kg                                                                                         | Serbatoio: 110 kg                                                                                         |
| Masse                                                                         | a vuoto: 789 kg                                                               | a vuoto: 789 kg                                                               | a vuoto: 789 kg                                                                                           | a vuoto: 789 kg                                                                                           | a vuoto: 789 kg                                                                                           |
| Meccanica                                                                     |                                                                               |                                                                               | | | |
| Tipo motore: Mercedes-AMG F1 M16 E Performance, V6 con bancate di 90°         | Tipo motore: Mercedes-AMG F1 M16 E Performance, V6 con bancate di 90°         | Tipo motore: Mercedes-AMG F1 M16 E Performance, V6 con bancate di 90°         | Cilindrata: 1600 cm³                                                                                      | Cilindrata: 1600 cm³                                                                                      | Cilindrata: 1600 cm³                                                                                      |
| Distribuzione: bialbero a 24 valvole, 4 per cilindro con punterie pneumatiche | Distribuzione: bialbero a 24 valvole, 4 per cilindro con punterie pneumatiche | Distribuzione: bialbero a 24 valvole, 4 per cilindro con punterie pneumatiche | Alimentazione: 500 bar-diretta (1 iniettore per cilindro)                                                 | Alimentazione: 500 bar-diretta (1 iniettore per cilindro)                                                 | Alimentazione: 500 bar-diretta (1 iniettore per cilindro)                                                 |
| Prestazioni motore                                                            | Potenza: 1024 CV                                                              | Potenza: 1024 CV                                                              | Potenza: 1024 CV                                                                                          | Potenza: 1024 CV                                                                                          | Potenza: 1024 CV                                                                                          |
| Accensione: elettronica Magneti Marelli statica                               | Accensione: elettronica Magneti Marelli statica                               | Accensione: elettronica Magneti Marelli statica                               | Impianto elettrico: Magneti Marelli                                                                       | Impianto elettrico: Magneti Marelli                                                                       | Impianto elettrico: Magneti Marelli                                                                       |
| Frizione: doppia multidisco a comando elettroidraulico                        | Frizione: doppia multidisco a comando elettroidraulico                        | Frizione: doppia multidisco a comando elettroidraulico                        | Cambio: longitudinale Mercedes, 8 marce + retromarcia, con comando semiautomatico elettronico sequenziale | Cambio: longitudinale Mercedes, 8 marce + retromarcia, con comando semiautomatico elettronico sequenziale | Cambio: longitudinale Mercedes, 8 marce + retromarcia, con comando semiautomatico elettronico sequenziale |
| Telaio                                                                        |                                                                               |                                                                               | | | |
| Corpo vettura                                                                 | in materiale composito a nido d'ape con fibra di carbonio                     | in materiale composito a nido d'ape con fibra di carbonio                     | in materiale composito a nido d'ape con fibra di carbonio                                                 | in materiale composito a nido d'ape con fibra di carbonio                                                 | in materiale composito a nido d'ape con fibra di carbonio                                                 |
| Freni                                                                         | anteriori: Freni a disco Brembo / posteriori: Freni a disco Brembo            | anteriori: Freni a disco Brembo / posteriori: Freni a disco Brembo            | anteriori: Freni a disco Brembo / posteriori: Freni a disco Brembo                                        | anteriori: Freni a disco Brembo / posteriori: Freni a disco Brembo                                        | anteriori: Freni a disco Brembo / posteriori: Freni a disco Brembo                                        |
| Pneumatici                                                                    | Pirelli / Cerchi: BBS da 18 in                                                | Pirelli / Cerchi: BBS da 18 in                                                | Pirelli / Cerchi: BBS da 18 in                                                                            | Pirelli / Cerchi: BBS da 18 in                                                                            | Pirelli / Cerchi: BBS da 18 in                                                                            |

## Carriera agonistica

### Stagione
La scuderia vede un cambio storico nella sua line-up, dopo 12 anni e 6 titoli mondiali Lewis Hamilton lascia il team di Brackley per andare in Ferrari, mentre il confermato Russell viene affiancato dal giovane dell'Academy Mercedes Andrea Kimi Antonelli.
Il team inizia la stagione piazzandosi con costanza nelle posizioni di vertice, con Russell a podio quattro volte nelle prime sei gare, mentre Antonelli esordisce con un ottimo quarto posto in Australia per poi piazzarsi in pole position nella qualifica Sprint di Miami, successivamente la squadra affronta alcune gare difficoltose come la gara di Monaco dove nessuno dei due piloti raggiunge la zona punti per la prima volta dal Gran Premio d'Australia 2024. In Canada la squadra ritrova prestazioni, Russell domina il weekend mentre Antonelli coglie il suo primo podio in Formula 1, permettendo alla scuderia di cogliere il suo primo successo stagionale.
Antonelli si dimostra in difficoltà nelle successive tre gare non raggiungendo mai i punti mentre Russell arriva due volte quinto, in Austria ed in Belgio, e una volta decimo in Gran Bretagna, il britannico ritorna poi sul podio in Ungheria, mentre l'italiano torna a punti arrivando decimo.

## Piloti
| Piloti ufficiali       | Piloti ufficiali      | Piloti ufficiali |
| Nazione                | Nome                  | Numero           |
| ---------------------- | --------------------- | ---------------- |
| Regno Unito (bandiera) | George Russell        | 63               |
| Italia (bandiera)      | Andrea Kimi Antonelli | 12               |
| Piloti di riserva      |                       |                  |
| Nazione                | Nome                  | Numero           |
| Finlandia (bandiera)   | Valtteri Bottas       | 77               |
| Danimarca (bandiera)   | Frederik Vesti        | 72               |

## Risultati in Formula 1
| Anno | Team     | Motore   | Gomme | Piloti    |   |    |   |    |   |    |     |    |     |   |     |     |    |    |  |  |  |  |  |  |  |  |  |  | Punti | Pos. |
| ---- | -------- | -------- | ----- | --------- | - | -- | - | -- | - | -- | --- | -- | --- | - | --- | --- | -- | -- |  |  |  |  |  |  |  |  |  |  | ----- | ---- |
| 2025 | Mercedes | Mercedes | P     | Russell   | 3 | 34 | 5 | 2  | 5 | 34 | 7   | 11 | 4   | 1 | 5   | 10  | 5  | 3  |  |  |  |  |  |  |  |  |  |  | 236   | 3º   |
| 2025 | Mercedes | Mercedes | P     | Antonelli | 4 | 67 | 6 | 11 | 6 | 67 | Rit | 18 | Rit | 3 | Rit | Rit | 16 | 10 |  |  |  |  |  |  |  |  |  |  | 236   | 3º   |

| Legenda | 1º posto     | 2º posto | 3º posto    | A punti         | Senza punti/Non class.  | Grassetto – Pole position Corsivo – Giro più veloce Apice – Risultato Sprint (A punti) |
| Legenda | Squalificato | Ritirato | Non partito | Non qualificato | Solo prove/Terzo pilota | Grassetto – Pole position Corsivo – Giro più veloce Apice – Risultato Sprint (A punti) |